# FM.クマガヤ
FM.クマガヤ株式会社は、埼玉県熊谷市と行田市の各一部地域を放送対象地域として超短波放送（FM放送）を営む特定地上基幹放送事業者である。
社名に”．”（ドット）が含まれているが、愛称はFMクマガヤと、”．”を付けずに表記し、この愛称でコミュニティ放送を行っている。

## 概要
2019年（平成31年）開局。2011年（平成23年）に活動を開始したインターネットラジオ配信サイト（旧・ミニFM局）熊谷ヤバイラジオの関係者が設立したもので、本社も熊谷市銀座の熊谷ヤバイラジオ事務局にある。開局後も熊谷ヤバイラジオは、FMクマガヤのネットラジオサイトとして活動している。
演奏所（スタジオ）は熊谷市筑波の熊谷駅ビル・アズ熊谷の6階に、送信所も開局当初はアズ熊谷屋上にあり、特定地上基幹放送局の呼出符号はJOZZ3CQ-FM、呼出名称はエフエムクマガヤ、周波数87.6MHz、空中線電力20Wで放送区域は熊谷市と行田市の各一部地域であった。2020年（令和2年）に難聴取改善のため送信所をアズ熊谷の約850m北方の熊谷市宮町の熊谷市役所本庁舎屋上へ移転した。
インターネット配信はFM++による。
きらら方式を採用し、7時から22時までの15時間ほとんどが生放送（深夜は放送休止）で2時間～3時間の番組で構成されている。これはパーソナリティのローテーションによる。
熊谷市・行田市とは「防犯・防災情報の緊急放送に関する協定」を、 熊谷警察署とは「犯罪、交通安全情報等の地域住民への提供に関する協定」を締結している。

## 沿革
- 2018年（平成30年）4月5日 - FM.クマガヤ株式会社設立[5]
- 2019年（平成31年/令和元年）
  - 1月31日 - 特定地上基幹放送局の予備免許取得[1]
  - 2月13日 - 熊谷市と「防犯・防災情報の緊急放送に関する協定」を締結[6]
  - 4月1日 - 特定地上基幹放送局の免許取得[7]
  - 4月3日 - 開局[7]、2019年 87.6MHz GO 4月3日 午後2時10分とカウントダウンを模して放送開始、FM++によるインターネット配信も開始[8]
  - 11月11日 - 行田市と「防犯・防災情報の緊急放送に関する協定」を締結[9]
- 2020年（令和2年）8月11日 - 送信所をアズ熊谷から熊谷市役所へ移転
- 2021年（令和3年）2月14日 - 熊谷警察署と「犯罪、交通安全情報等の地域住民への提供に関する協定」を締結[10]

## 番組
- やわらか熊谷 〜僕らがつなぐ物語〜
- あつまれ！市民の森
- 依田哲哉の即・今日でGO!
- 須永公人の週刊フードラボ
- #よだんち
- 地域に広がれ、子育てのわ!!
- ナカムラヨウヘイのVamos jogar
- 起業0年目のラジオ
- 楕円にのってどこまでも!スクマムトライ!
- 備えあれば嬉しいな
- 小吹貴之の獣医師っぽいお話
- Dr.ゴールドのキラキラ元氣の処方箋
- 俄然風太の カマっていいとも!
- おしえて!速太郎
- 誰かに話したくなる昔話
- ぶっちぎり熊谷ミーティング
- BESとLIFE MUSIC
- がしょうき de ナイト
- 逢川まさきの21時のココロオト
- 誰かに話したくなる昔話
- Dr.まつだのアクティブにGO!
- ペットの車椅子
- スクールデイズkumagaya☆KSB放送局!
- しゅっぱつ!すいっと探険隊
- 紀子の寺嫁日記
- 何度でも初回
- 柳川陽香のよくばりアイニーズ
- 熊谷・行田お葬式ラジオ
- うららのオカリナららら
- 原田勇雅のおんがくのじかん